# 409e régiment d'artillerie
Le 409e régiment d'artillerie lourde est un régiment d'artillerie de l'armée de terre française. Régiment d'artillerie lourde, il existe pendant une courte période à la fin de la Première Guerre mondiale.

## Création et différentes dénominations
- juillet 1918 : création
- 1919 : dissous

## Historique

### Première Guerre mondiale
Le 409e régiment d'artillerie lourde est créé en juillet 1918, à partir des 3e groupes du 104e, 105e et 109e régiments d'artillerie lourde et de l'état-major du 332e régiment d'artillerie lourde. Ses trois groupes sont équipés de canons de 155 mm L modèle 1917 Schneider.
Commandés par le lieutenant-colonel Maillard, les groupes du régiment ne sont regroupés que fin août 1918,,.

### Entre-deux-guerres
Le régiment passe sur la rive gauche du Rhin en mars 1919 jusqu'en mai. Il rejoint alors Poitiers où il est dissout, les 1er et 3e groupes devenant les 2e et 4e groupes du 109e RAL.

### Seconde Guerre mondiale
Pendant la Seconde Guerre mondiale, il était prévu à la mobilisation de 1939 la création du 409e régiment d'artillerie de défense contre-aéronefs par le dépôt d'artillerie 409 de Tours. Cette création n'a pas eu lieu mais le dépôt met néanmoins sur pied quelques batteries.

## Étendard
Il ne porte aucune inscription.

## Sources et bibliographie
- « Historique du 409e régiment d'artillerie lourde », dans Historique des 109e, 309e et 409e régiments d'artillerie lourde : 9e corps d'armée, Poitiers, Société française d'imprimerie et de librairie, 1919, 86 p., p. 67-86, lire en ligne sur Gallica.